# 엘 디아리오 데 다니엘라
《엘 디아리오 데 다니엘라》(스페인어: El diario de Daniela)은 1998년 방영된 멕시코의 텔레노벨라이다.